# KV Racing Technology

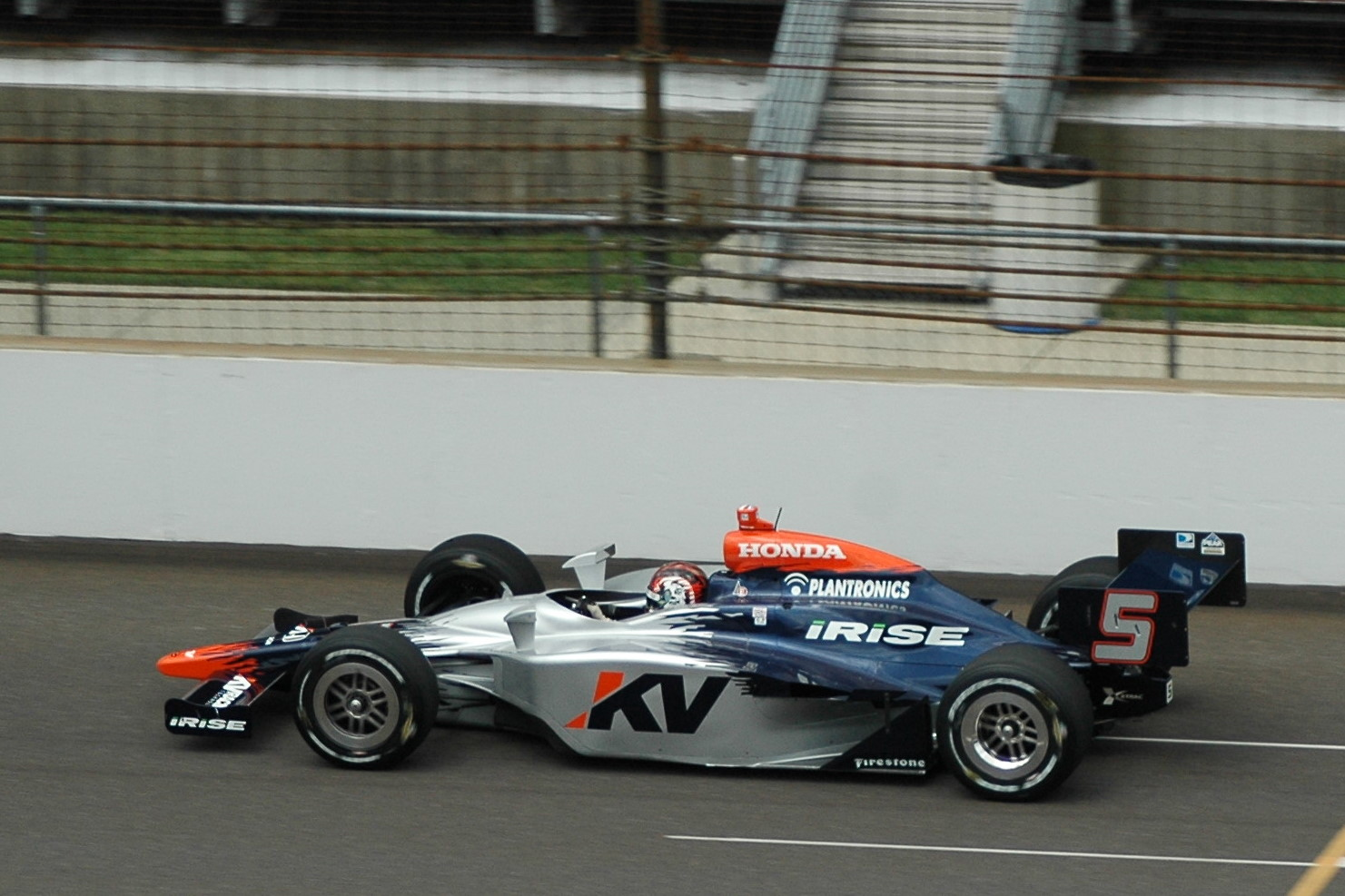
Oriol Servià w 2008 roku

KV Racing Technology – zespół wyścigowy startujący w serii IRL IndyCar Series.
Zespół został stworzony w 2003 roku przez Craiga Pollocka i Kevina Kalkhovena jako PK Racing na bazie pozostałości po zespole PacWest. Zespół startował w serii Champ Car wystawiając jeden samochód, a za jego kierownicą zasiadał m.in. Mika Salo.
W następnym roku zmienił się skład współwłaścicieli. Odszedł Craig Pollock, a doszli Dan Pettit oraz Jimmy Vasser, w związku z czym zespół zmienił nazwę na PKV Racing i wystawiał teraz po dwa samochody na każdym wyścigu. W 2005 roku Cristiano da Matta odniósł dla zespołu pierwsze w historii zwycięstwo.
Przed rozpoczęciem sezonu 2008, seria Champ Car połączyła się z konkurencyjną Indy Racing League. Zespół wystartował w połączonej serii, jednak odszedł Dan Pettit, a zespół zmienił nazwę na KV Racing Technology.

## Kierowcy
- Patrick Lemarié (2003)
- Bryan Herta (2003)
- Max Papis (2003)
- Mika Salo (2003)
- Jimmy Vasser (2004-2006)
- Roberto Gonzalez (2004)
- Cristiano da Matta (2005)
- Jorge Goeters (2005)
- Oriol Servià (2006-2008)
- Katherine Legge (2006)
- Neel Jani (2007)
- Tristan Gommendy (2007)
- Mario Domínguez (2007)
- Will Power (2008)
- Mario Moraes (2009-)
- Paul Tracy (2009-)
- Takuma Satō (2010-)
- Ernesto Viso (2010-)